# And I
And I – to czwarty singiel amerykańskiej wokalistki Ciary, promujący album Goodies